# شیب‌بندی

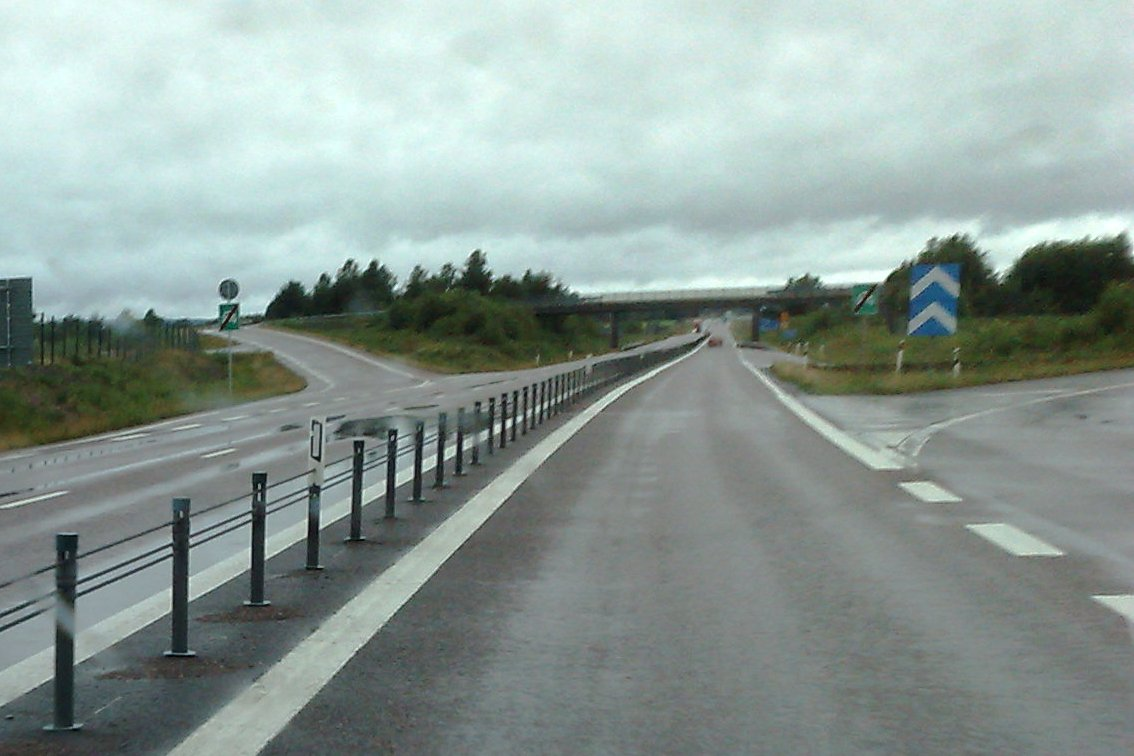
Water pooling at the end of a banked curve, to the left of the median barrier. Also note water collecting in the wheel ruts. (عکس در سوئد گرفته شده)

شیب بندی یا شیب دادن از مسائل جزئیات واجرایی دقیق بوده که بایستی درست انجام شود. شیب بندی بیشتر جهت حرکت و هدایت آب آن هم به‌طوری‌که با کششی کافی بوده باشد برای فضاهای خارجی به مانند محوطه سازی، پیاده‌رو سازی، حیاط‌سازی و شیب بندی‌های کوچک به مانند شیب بندی پشت بام، سرویس‌های آبریز چون حمام، توالت و درمواردی دستشویی و آشپزخانه و…

## درصد شیب
نحوه حرکت آب بایستی طوری باشد که از مبدأ تا مقصد حرکت وکشش آب یا فضولات بدون مانع و هر چه سریعتر انجامشود که این درصد شیب جهت هدایت وکشش آب کمتر و برای حرکت فضولات بیشتر در نظر می‌باشد. در هر حال استاندارد شیب برای فضولات حدود ۵ درصد و جهت هدایت آب‌های هرز و مشابه ۱ الی ۳ درصد می‌باشد که اگر این موارد رعایت شود اشکال فنی تراکم وگرفتگی در مسیر پیش نخواهد آمد.

## شیب‌سازی
به‌طوری‌که از معنی لغت مشخص است ساختن شیب برای محوطه و مکان‌های مختلف در پیش بوده و شیب‌سازی به طرق مختلف ممکن می‌باشد:
۱.تسطیح خاک: هموار نمودن سطوح جهت زمین‌هایی که خود دارای شیب ملایم می‌باشند و آماده‌سازی مراحل بعدی بر روی سطح بدست آمده جهت زیر سازی، روسازی، آسفالت در یک ویا دو لایه.
۲. بلوک گذاری:معمولاً در تقسیم خیابان کشی و پیاده‌رو سازی به هر صورت چه در مکان‌های عمومی وچه در فضاهای باز خصوصی مورد استفاده می‌باشد که ابتدا زیرسازی بلوک در ارتفاع معلوم و وسیله دستگاه ترازیاب (دوربین) یا شیلنگ تراز یا شمشه ترازانجام شده و شیب لازم در سطحی هموار ساخته می‌شود و با استفاده از ملاط ماسه سیمان آن هم با عیار کافی بلوک‌ها در راستای ریسمان کشیده شده نصب می‌گردد و سپس دو طرف بلوک‌های نصب شده با شفته ریزی بتونی مهار می‌شود و مسیر آماده شده مراحلی چون زیرسازی و روسازی و در خاتمه آسفالت ریزی یا موزائیک فرش می‌شود. باید توجه داشت که اگر محوطه از موزائیک پوشش می‌گرددعاج‌های موزائیک در جهت حرکت آب مانعی به وجود نیاورد تا کشش آب هر چه سریعتر و راحت‌تر انجام شود.
۳. شیب دادن:چنانچه محوطه فاقد شیب لازم باشد عمل شیب بندی را با بالا آوردن مقدار درصد کافی از مبدأ، آن هم با مصالح گوناگون چون خاکریزی نخاله ریزی، بتون‌ریزی یا موارد دیگر با حجم لازم که به‌طور اختصار گفته می‌شود انجام می‌دهیم.
۴. نخاله ریزی:زمانی که شیب بندی برای حیاط‌سازی باشد از مصالحی چون خرده آجر‌های معمولی و خرده بلوک‌های سیمانی یا سفالین می‌توان حجم شیب بندی را به وجود آورده و حفره‌های سطوح بدست آمده را با خرده‌های موجود تسطیح نمود وزیرسازی را جهت اندود ماسه سیمان و بر روی آن موزائیک فرش یا قیر اندود و آسفالت را مهیا ساخت. باید توجه داشت به علت این که در محوطه‌سازی حیاط، مستقیماً زیرسازی در خطر یخ زدن کف می‌باشد، چنانچه از اضافه کردن ماسه سیمان به مخلوط نخاله استفاده گردد زیرسازی به مراتب بهتر بوده و خطر بلند شدن کف سازی پیش نخواهد آمد.

## بتون پوکه
این مصالح از نوع بسیار معمول و متداول بوده که علاوه بر مقاومت، دارای هزینه کمتر نسبت به انواع دیگر می‌باشد. مواد ترکیبی این بتون تشکیل می‌شود از سر کف کارخانه آهن گدازی که پس از سرد شدن سر کف از مواد زائد کارخانه به صورت حجمی باد کرده و دارای حفره‌های فراوان بوده که در نتیجه حجمی با وزن بسیار کم نسبت به سنگ معمولی دارا می‌باشد. مصالح را خرد کرده به کرده و دارای حفره‌های فراوان بوده که در نتیجه حجمی با وزن بسیار کم نسبت به سنگ معمولی دارا می‌باشد. مصالح را خرد کرده به صورت درشت دانه و با رعایت ریزدانه و با اضافه کردن سیمان و آب در شیب‌سازی مورد استفاده می‌باشد. لازم به یادآوری می‌باشد؛ که از سنگ‌های متخلخل سنگ پایی یا پوکه سوخته زغال سنگ و کف جوش‌های کارخانه‌های آجر پزی نیز به عنوان مصالح ودانه‌های ترکیبی برای بتون پوکه استفاده می‌گردد.

## شیب بندی پشت بام
به‌طوری‌که مشخص است ارتفاع شیب بندی با طول شیب متناسب بوده، یعنی اگر طول شیب تا محل سوراخ ناودان در پشت بام طویل باشد مقدار باری که برای شیب بندی از مبدأ تا سوراخ ناودانی ریخته می‌شود به مراتب بیشتر و مرتفع تر از قسمت‌های شیب با طول کمتر خواهد بود. یعنی ارتفاع شیب به نسبت طویلی ویا کوتاهی طول شیب بستگی کامل دارد. معمولاً ختم شیب در نقطه سوراخ ناودانی صفر و در شروع با طول درصد که در طول‌های بلند تا ۳ درصد می‌باشد تعیین می‌گردد و هر چه طول شیب کمتر باشد به همان نسبت درصد آن کم می‌گردد. مثلاً برای طولهایی
- تا ۵ متر ۳ درصد
- طول بین (۲٫۵ تا ۳) متر ۲ درصد و
- طولهایی تا ۲ متر ۱٫۵ درصد

درنظر گرفته می‌شود. چنانچه طول ذکرشده بیشتر از۵مترباشد سوراخ دیگری برای ناودانی پیش‌بینی می‌شود. چرا که در موقع بارندگی‌های شدید وجود سوراخ ناودانی معدود دارای عدم کشش آب و در نتیجه خساراتی خواهد بود.

## اجرای شیب بندی
حرکت شیب به طرف سوراخ ناودانی می‌باشد و محل سوراخ به دو صورت تعبیه می‌گردد
الف – سوراخ ناودانی در وسط پشت بام: در این حالت به این ترتیب عمل می‌شود، طول شیب نقاط محاسبه می‌شود
1. به وسیله کرم گذاری ارتفاع چهار گوشه پشت بام تعیین می‌گردد.
2. ریسمان کشی در بین کرم‌ها با عمل شمشه‌گیری انجام می‌شود.
3. محل سوراخ ناودانی، کرمی مسطح و نازک گرفته می‌شود.
4. وسیله ریسمان کشی بین کرم‌های کناری و میانی یعنی (سوراخ ناودانی) با شمشه‌گیری جهت قسمت‌های شیب انجام می‌گردد.
5. قسمت‌های بدست آمده بین شمشه‌ها که لچکی گفته می‌شود با مصالح مورد نظر پر می‌شود و با شمشه کش کردن سطح بین دو شمشه حاصله سطح شیب بدست می‌آید.

ب-ناودانی در گوشه‌ها و در وسط
چنانچه ناودانی در گوشه‌ها یا در قسمت‌های میانی و کناری باشد نوع شیب از وسط پشت بام به طرف خارج خواهد بود که تمامی موارد محاسبه شیب، کرم گیری، شمشه‌گیری و پر کردن متن‌ها به همان ترتیب که گفته شد انجام می‌گردد.

## شیب بندی سرویس بهداشتی
شیب در سرویس خصوصاً حمام به طرف کف شو می‌باشد و معمولاً محل کفشو در وسط حمام پیش‌بینی می‌گردد، چنانچه ابعاد فضا کم باشد با کم یا زیاد کردن ملات پشت موزائیک یا کاشی مورد نظر به دست می‌آید و اگر ابعاد فضا بزرگ باشد، دقیقاً عمل شیب بندی وسیله کرم‌گیری و شمشه‌گیری به طرف کفشو انجام شده و با متن‌سازی بین شمشه‌ها کف، آماده موزائیک فرش ویا نصب سرامیک می‌گردد.
بدیهی است چنانچه محل مورد نظر توالت داشته باشد کاسه توالت در محل خود و پایین‌تر از اطراف نصب شده به‌طوری‌که پس از فرش کف، آب به راحتی و سریع سرازیر کاسه توالت گردد.